# Grupo Bimbo
Grupo Bimbo, S.A.B. de C.V. är ett mexikanskt multinationellt livsmedelsföretag som bakar och säljer bageriprodukter. Företaget har verksamheter i 32 länder på fem kontinenter världen över. De är världens största bageriföretag.
Grupo Bimbo grundades 1945 av Jaime Jorba, José T. Mata, Jaime Sendra, Lorenzo Servitje, Roberto Servitje och Alfonso Velasco.
För 2018 omsatte företaget nästan 288,3 miljarder mexikanska pesos och hade en personalstyrka på omkring 138 000 anställda. Huvudkontoret ligger i Mexico City.

## Närvaro
De har närvaro i följande länder världen över.
| Afrika: - Marocko - Sydafrika | Asien: - Indien - Kina - Sydkorea | Europa: - Frankrike - Italien - Portugal - Ryssland - Schweiz - Spanien - Storbritannien - Turkiet - Ukraina | Nordamerika: - Costa Rica - El Salvador - Guatemala - Honduras - Kanada - Mexiko - Nicaragua - Panama - USA | Sydamerika: - Argentina - Brasilien - Chile - Colombia - Ecuador - Paraguay - Peru - Uruguay - Venezuela |